# Vitral
Vitral est un magazine catholique fondé en 1994 dans la Province de Pinar del Río, à Cuba. Il a cessé de paraître en avril 2007 à la suite de tracasseries administratives ayant empêché l'achat de fournitures nécessaires à sa fabrication : au total, 77 numéros ont été publiés.
D'après son site Internet, la revue trouvait son inspiration dans les œuvres d'Emmanuel Mounier, Paulo Freire et Félix Varela.